# Elaphe
Elaphe è un genere di serpenti non velenosi della famiglia Colubridae, comunemente noti come serpenti dei ratti o serpenti giardinieri.
Le specie del genere elaphe sono diffuse in Eurasia e America del Nord. Sono abili nuotatori per cui hanno colonizzato anche le isole nei pressi delle coste. Non vivono in zone deserticole, ma si possono trovare in quelle semi-deserticole.
Sono note per la loro abilità ad arrampicarsi sugli alberi e di cacciare roditori e altri piccoli animali.
Il nome Elaphe deriva dal greco “elaphos” che significa “cervo”. Sfortunatamente non conosciamo il motivo per cui Fitzinger gli abbia dato questo nome, ma probabilmente perché i pastori che lo vedevano durante la muta scambiavano la pelle secca della testa per delle corna. In particolare quella dell'elaphe quaturlinerata sauromates, comunemente chiamato “cervone”.
Gli elaphidi sono generalmente innocui per l'uomo e sono considerati utili per il controllo delle popolazioni di roditori. È comunemente chiamato in vari modi in varie parti del mondo. Ratsnake in Inghilterra, ad indicare la sua propensione a cacciare i ratti, così come Ratonera in Spagnolo. Kletternatter in Germania che significa letteralmente serpente arrampicatore non velenoso.
Gli elaphidi sono caratterizzati da una corporatura allungata, spesso robusta, tuttavia alcuni esemplari hanno una forma del corpo relativamente snella. Il corpo è più alto che largo. La superficie ventrale è piatta e angolata ai bordi esterni, delineati da due carene longitudinali nella maggior parte delle specie. In alcune specie invece le sezioni trasversali del corpo sono larghe quasi quanto alte con solo accennate carene ventro-laterali, anche il ventre è più arrotondato (E. dione, E.perlacea, E.rufodorsata)
A seconda delle specie la coda comprende da 1/5 a 1/3 della lunghezza totale. Le specie arboricole hanno code più lunghe di quelle che vivono principalmente a terra. La testa appiattita, spesso di forma allungata, è di misure variabili, nettamente distinte dal collo. Il muso è arrotondato nella maggior parte delle specie. La lunghezza media delle singole specie varia tra 50 e 250 cm. Queste dimensioni variano anche all'interno della stessa specie. Tuttavia i serpenti sono esposti a diversi fattori naturali (ad esempio predatori) e raramente raggiungono la vecchiaia e quindi raggiungono le loro dimensioni massime solo in rari casi.
I tratti di motivo e colorazione delle singole specie sono molto variabili a seconda dell'origine geografica. Il verde puro si trova solo in poche specie, specificatamente arboricole. La maggior parte delle Elaphe hanno un colore di fondo marrone a grigiastro o marrone giallastro. I motivi dorso laterali sono di solito costituiti da strisce longitudinali o macchie di dimensioni variabili, entrambe ugualmente comuni. Solo in rari casi si osservano bande trasversali. I giovani hanno spesso una colorazione e un motivo completamente diversi rispetto al proprio corrispettivo adulto. 
Molte elaphe hanno un motivo ben visibile sulla testa, costituita da una marcatuta a V o a U, o di singole linee e strisce scure postoculari. La superficie ventrale può essere punteggiata o occasionalmente parzialmente colorata. In generale hanno un pattern opaco e poco appariscente, fatta esclusione per pochissime specie.
Per quanto riguarda le squame, le placche ventrali sono angolate lateralmente e il loro numero varia da 154 a 305. Le subcaudali sono divise e vanno da 40 a 157 per fila. In tutte le specie le femmine hanno conteggi ventrali più alti e subcaudali più bassi rispetto ai maschi. Le dorsali sono lisce e distintivamente carenate nella regione ventrale, mentre sui fianchi sono lisce e leggermente carenate. La piastra anale è divisa, fatta eccezione per pochissime specie. Risulta che le specie americane hanno un maggior numero di file ventrali rispetto a quelle euroasiatche.
La maggior parte delle specie ha occhi di medie dimensioni con pupilla rotonda. Sono direttamente delimitati dalle squame sopralabiali sul bordo inferiore, tranne in alcune specie notturne che hanno occhi molto grandi e sporgenti, la cui pupilla rotonda si contrae in forma ellittica quando esposta alla luce.
I denti della mascella superiore sono un po' più lunghi o quasi di uguale grandezza sia nella parte anteriore che posteriore della mascella. Su entrambi i lati ci sono da 13 a 25 denti.

## Habitat
il serpente del genere elaphe ha colonizzato una grande varietà di habitat, fatta eccezione per i deserti. C'è grande densità di popolazione nelle vicinanze di acqua come stagni, laghi o rive dei fiumi. Questi luoghi sono preferiti anche da altre specie di serpenti. Il motivo è che l'acqua attrae un'ampia varietà di animali, comprese molte prede. Questi habitat offrono anche luoghi adatti per deporre le uova.
Gli habitat tipici del “ratsnake” sono terreni incolti, margini di vegetazione sparsa di arbusti e cespugli intervallate da pietre o rocce più grandi. Varie specie si trovano spesso ai margini di strade trafficate. I sassi a bordo strada sono spesso abitati da piccoli mammiferi che finiscono sue prede. Inoltre l'asfalto assorbe calore durante il giorno, che i serpenti usano a loro vantaggio di notte. Molte specie di elaphe seguono insediamenti umani, come aree di terreni agricoli, cantine soffitte e a volte sono stati avvistati anche in case abitate. Si possono trovare anche vicino agli smaltimenti di rifiuti che spesso attraggono ratti e piccoli animali. A volte sono stati visti salire su navi all'ancora in porto.
Nelle foreste tropicali e subtropicali con alta densità di vegetazione non si incontrano di frequente, i loro nascondigli preferiti sono le pietre piatte e la vegetazione bassa.
Gli esemplari giovani durante i loro primi due anni conducono una vita molto nascosta essendo ad alto rischio di predazione, per questo è rara l'osservazione di giovani serpenti.

## Temperature
La maggior parte degli elaphidi è principalmente diurna e i loro ritmi giornalieri dipendono da stagione e temperatura. Durante la primavera sono principalmente diurni, quando viene l'estate e le alte temperature, diventano maggiormente crepuscolari e notturni.
I periodi di attività si osservano tra i 19 °C e i 25 °C, durante i periodi caldi questi serpenti sono meno attivi. Siccome la colonizzazione di questa specie è vasta e varia anche le temperature ai cui vivono lo sono. In un range tra i 18 °C e i 25 °C per gli esemplari che vivono in luoghi più freschi come le alture, e dai 22° ai 32° per quelli che abitano le zone più calde. Le specie delle zone temperate mostrano una maggiore attività quando sono alla ricerca di una zona di ibernazione. I serpenti di solito sono attivi quando il sole è basso nel cielo mattutino e pomeridiano, e durante le giornate calde ma nuvolose. Durante le notti di luna bassa o luna nuova la loro attività è più intensa rispetto a quelle luminose. Durante i periodi di forti pioggie si vedono raramente. É più usuale incontrarli dopo un po' di pioggia se la temperatura non è troppo calata.

## Periodo riproduttivo
nel periodo riproduttivo l'attività aumenta ma limitato a un periodo di tempo e a un certo periodo dell'anno, maggiormente per i maschi, che durante la stagione riproduttiva possono anche rifiutare il cibo. Non è per niente raro che un maschio si accoppi con più femmine e la durata della copulazione va da 1 a 8 ore, a volte anche di più. Più accoppiamenti con lo stesso partner possono influenzare la dimensione della covata.
Una femmina pronta all'accoppiamento si riconosce dalla posizione sollevata della coda, se non è interessata invece fugge o assume una posizione difensiva. I periodi di gestazione differiscono nelle varie specie e vanno da un minimo di 35 a un massimo di 50 giorni. Di solito la femmina smette di mangiare verso la metà della gestazione, ma diventa molto attiva verso la fine perché va alla ricerca di un luogo consono per la deposizione. Di solito prediligono accumuli di lettiera di foglie o altro materiale vegetale, che quando inumidito e nel processo di decomposizione mantiene una temperatura costante ma elevata.
Rispetto alla specie a cui appartiene, l'elaphe depone dalle 20 alle 40 uova circa. L'incubazione va dai 40 ai 70 giorni rispetto alla temperatura cui si trovano, e dal momento del primo taglio di schiusa alla completa uscita del cucciolo dall'uovo passano dalle 10 alle 72 ore, ma potrebbe essere anche più breve. Questi animali raggiungono la maturità sessuale in tempistiche completamente diverse, alcuni impiegano mesi, altri fino a quattro anni.

## Simboli, Miti e Racconti
il simbolo del serpente è presente in molti racconti e miti antichi, qui ci soffermeremo  solo su esempi in cui giocano un ruolo i rappresentanti del genere elaphe. 
(Voglio precisare che tax dell'E.longissima, maggiore protagonista delle storie qui di seguito, ora è Zamenis longissimus, ma qui per meglio godere del racconto la continueremo a chiamare Elaphe longissima)
Il bastone di Esculapio che è il simbolo della fisica e dei fisici,e in una forma leggermente modificata anche quella dei farmacisti, è considerato un simbolo delle “arti curative” in tutto il mondo. Il cosiddetto “bastone di Askelpios” è circondato dal colubro di esculapio, era l'E. longissima. Il simbolo ha origine nella Grecia del peloponneso risalente circa al 290 a.C. In questo periodo Ascelpio non era solo un regnante, ma anche un medico e un guaritore esperto. I racconti narrano che era in grado di apparire come un serpente, come suo simbolo portava un bastone con un serpente arrotolato.
Al tempo dell'imperatore romano Claudio Tiberio Nerone, il noto serpente di Esculapio era trasportato dai legionari romani, poiché si pensava che li avrebbe protetti da ferite e pestilenze. Si dice che in questo modo l'elaphe longissima sia stata portata  nelle zone con clima mite della Germania, dove si trova ancora oggi.
Le radici del simbolo di Ascelpio risalgono all'antico Egitto, Babilonia e Creta minoica. In origine il simbolo non era un serpente, ma il verme di Medina (dracunculus medinensis),  verme diffuso in Asia minore e Medio Oriente. Questo parassita è noto per riprodursi sotto la pelle umana. Mentre gli esemplari femmina sono veri giganti e raggiungono una lunghezza dai 50 ai 120 cm, i maschi sono molto più piccoli, solo 2-4 cm. Nei tempi antichi si usava rimuovere la femmina da sotto la pelle, arrotolandola su un bastone di legno che era diviso ad un'estremità. I greci e i romani adottarono il simbolo senza comprenderne il significato reale, poiché il verme medina non era a loro noto. 
Il fatto che il simbolo contenesse un verme e non un serpente testimonia che il termine di colubro non è corretto. In ogni caso, se Ascelpio avesse usato un serpente per eseguire le sue arti si suppone che si sarebbe servito si E. quatuorlineata “cervone” per la sua indole bonaria e non dell'E.longissima che non può essere generalmente considerato un serpente placido.
Un altro evento legato all'elaphe è la processione annuale della festa di San Domenico a Cocullo, chiamata anche festa dei serpari. La statua del santo viene trasportata per le vie del borgo adornata con serpenti E.longissima e E.quatuorlineata. Si dice che San Domenico, fondatore dell'ordine domenicano, fu morso da un serpente e sopravvisse senza subire alcun effetto. Partecipando alla processione che si svolge il 1º maggio, i credenti pregano principalmente per la protezione da possibili futuri morsi di serpente. Tuttavia il significato più profondo potrebbe risiedere nelle false credenze del serpente che simboleggia il male. Prima che la processione inizi si svolge una gara di cattura dei serpenti per ottenere quelli necessari per adornare la statua del santo. Il vincitore annuale della gara, cioè colui che cattura più serpenti, riceve un onore speciale. Dopo la fine della processione i serpenti vengono rilasciati di nuovo in natura.
Un altro vivido esempio della fede cristiana sono le ghirlande di rose dei monaci cappuccini di Silandro, che sono fatte di vertebre di E.longissima. Gli animali vengono bolliti finché la carne non si stacca dallo scheletro o vengono sepolti in formicai da cui vengono recuperate le colonne vertebrali circa un mese dopo. A seconda dello stato della famiglia, il forame vertebrale viene infilato da una catena d'oro o d'argento a cui viene attaccata un croce. Non vi sono indicazioni di un background mitologico o pagano e non si sa perché vengano utilizzate le vertebre dei serpenti.
In Corea si ritiene che l'E.shrencki anomala locale incarni uno spirito domestico. Per questo motivo è sempre rispettato e mai ucciso, tuttavia sembra essere una credenza localmente limitata solo a poche parti della Corea.
In Bulgaria la saga del “serpente volante” è una credenza tradizionale. Probabilmente anche stavolta si riferisce al colubro di Esculapio, l' E.longissima, che è un eccellente arrampicatore. Questi serpenti spesso si arrampicano alla ricerca di nidi di uccelli da predare. Se disturbati possono scivolare attraverso il fogliame verso rami più bassi e raggiungere il terreno per trovare riparo. Gli osservatori credevano che il serpente fosse effettivamente volato giù.
Un mito ancora più particolare esiste in Croazia, dove E.quatuorlineato (cervone) è comunemente chiamato qui “Crovarciza” che si traduce in “mucca da latte”. Si ritiene che il serpente attacchi le mucche e le capre per succhiare il loro latte. Ancora oggi, purtroppo, molte persone credono a questa storia e spesso uccidono i serpenti per questo motivo.

## Tassonomia
Il genere comprende le seguenti specie:
- Elaphe anomala (Boulenger, 1916)
- Elaphe bimaculata Schmidt, 1925
- Elaphe carinata (Günther, 1864)
- Elaphe climacophora (Boie, 1826)
- Elaphe davidi (Sauvage, 1884)
- Elaphe dione (Pallas, 1773)
- Elaphe quadrivirgata (Boie, 1826)
- Elaphe quatuorlineata (Bonnaterre, 1790)
- Elaphe sauromates (Pallas, 1811)
- Elaphe schrenckii Strauch, 1873
- Elaphe zoigeensis Huang, Ding, Burbrink, Yang, Huang, Ling, Chen & Zhang, 2012

### Sinonimi obsoleti
Molte altre specie che in passato erano inquadrate in questo genere hanno attualmente una differente collocazione tassonomica. Tra di esse:
- Elaphe scalaris = Rhinechis scalaris
- Elaphe longissima = Zamenis longissimus
- Elaphe situla = Zamenis situla
- Elaphe guttata=Pantherophis guttatus